# Bancigny
Bancigny ist eine französische Gemeinde mit 25 Einwohnern (Stand 1. Januar 2022) im Département Aisne in der Region Hauts-de-France. Sie gehört zum Arrondissement Vervins, zum Kanton Vervins und zum Gemeindeverband Thiérache du Centre.

## Lage
Die Gemeinde Bancigny liegt in der Landschaft Thiérache, zwölf Kilometer östlich von Vervins und 14 Kilometer südlich von Hirson. Umgeben wird Bancigny von den Nachbargemeinden Plomion im Nordwesten und Norden, Jeantes im Osten, Dagny-Lambercy im Südosten sowie Nampcelles-la-Cour im Südwesten.

## Bevölkerungsentwicklung
| Jahr      | 1962 | 1968 | 1975 | 1982 | 1990 | 1999 | 2010 | 2021 |
| Einwohner | 71   | 69   | 59   | 49   | 39   | 32   | 28   | 26   |

## Sehenswürdigkeiten
- Wehrkirche Saint-Nicolas, erbaut im 18. Jahrhundert, Monument historique

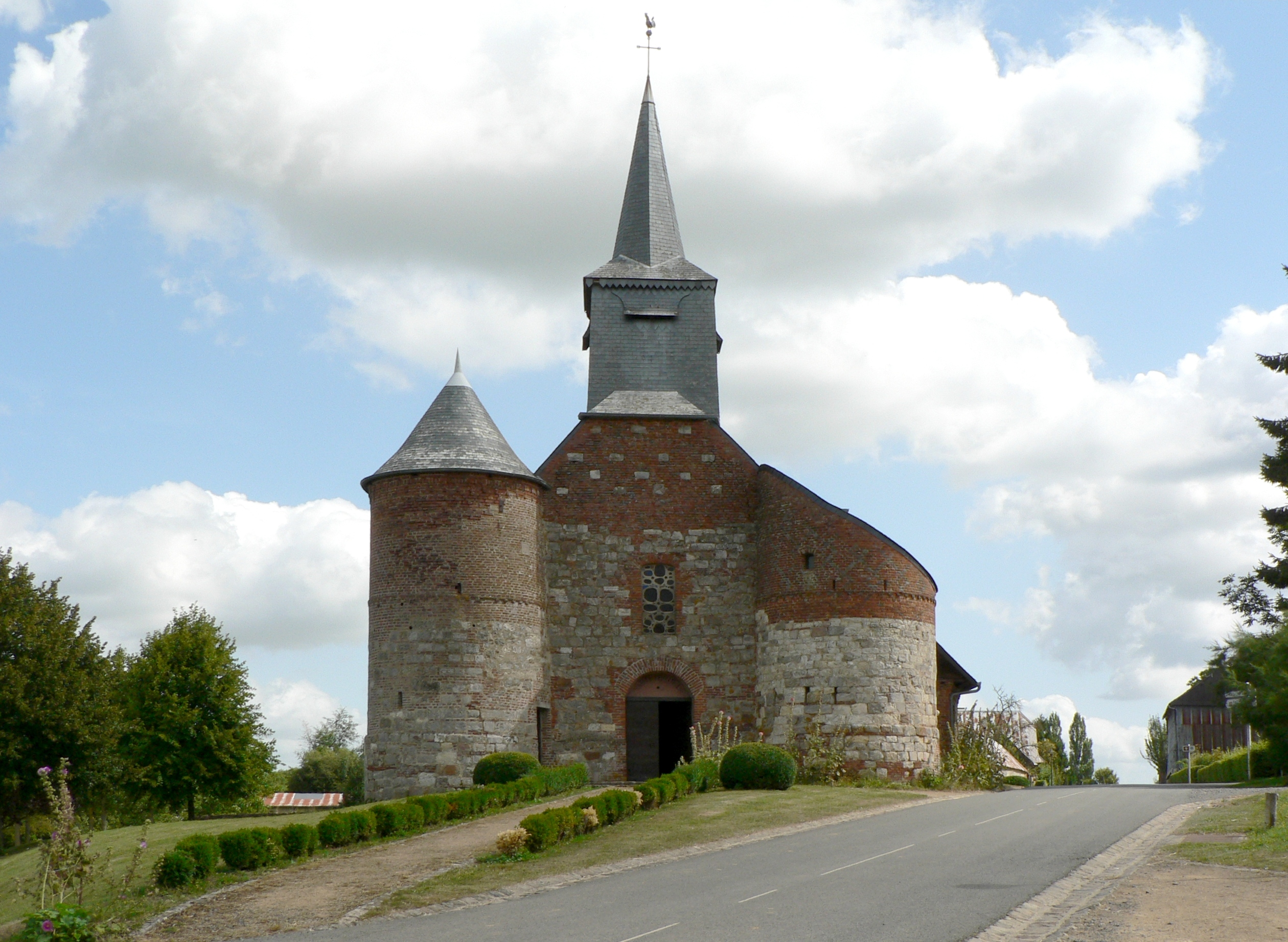
Kirche Saint-Nicolas